# Pierluigi Brivio
Pierluigi Brivio (ur. 21 maja 1969 w Mediolanie) – włoski piłkarz występujący na pozycji bramkarza.

## Życiorys
Był juniorem Atalanty. W 1988 roku został włączony do kadry pierwszego zespołu, ale nie wystąpił w żadnym oficjalnym meczu Atalanty. W roku 1989 przeszedł do Palazzolo, gdzie był podstawowym bramkarzem. W 1991 roku jego klub awansował do Serie C1. W 1994 roku Brivio został piłkarzem Vicenzy. W 1997 roku klub zdobył Puchar Włoch. Ogółem w barwach Vicenzy Brivio rozegrał 70 meczów w Serie A. W 2000 roku został zawodnikiem Venezii, z którą rok później wywalczył awans do Serie A. Na dalszym etapie kariery reprezentował barwy takich klubów, jak Genoa, Napoli, Pescara, Mantova, Monza i Pegrocrema.
Po zakończeniu kariery piłkarskiej został trenerem bramkarzy. Funkcję tę pełnił w Portogruaro, Monzy, AlbinoLeffe, Interze Mediolan U-19, Südtirolu i Crvenej zveździe.

## Statystyki ligowe
| Sezon     | Klub           | Liga                     | Mecze | Gole |
| --------- | -------------- | ------------------------ | ----- | ---- |
| 1988/1989 | Atalanta BC    | Serie A                  | 0     | 0    |
| 1989/1990 | AC Palazzolo   | Serie C2                 | 20    | 0    |
| 1990/1991 | AC Palazzolo   | Serie C2                 | 18    | 0    |
| 1991/1992 | AC Palazzolo   | Serie C1                 | 29    | 0    |
| 1992/1993 | AC Palazzolo   | Serie C1                 | 29    | 0    |
| 1993/1994 | AC Palazzolo   | Serie C1                 | 33    | 0    |
| 1994/1995 | Vicenza Calcio | Serie B                  | 1     | 0    |
| 1995/1996 | Vicenza Calcio | Serie A                  | 2     | 0    |
| 1996/1997 | Vicenza Calcio | Serie A                  | 3     | 0    |
| 1997/1998 | Vicenza Calcio | Serie A                  | 32    | 0    |
| 1998/1999 | Vicenza Calcio | Serie A                  | 33    | 0    |
| 1999/2000 | Vicenza Calcio | Serie B                  | 34    | 0    |
| 2000/2001 | AC Venezia     | Serie B                  | 20    | 0    |
| 2001/2002 | AC Venezia     | Serie A                  | 3     | 0    |
| 2002/2003 | Genoa CFC      | Serie B                  | 35    | 0    |
| 2003/2004 | SSC Napoli     | Serie B                  | 5     | 0    |
| 2004/2005 | Pescara Calcio | Serie B                  | 17    | 0    |
| 2005/2006 | AC Mantova     | Serie B                  | 6     | 0    |
| 2006/2007 | AC Mantova     | Serie B                  | 39    | 0    |
| 2007/2008 | AC Monza       | Serie C1                 | 32    | 0    |
| 2008/2009 | US Pegrocrema  | Lega Pro Prima Divisione | 12    | 0    |
| 2009/2010 | US Pegrocrema  | Lega Pro Prima Divisione | 2     | 0    |
| 2010/2011 | US Pegrocrema  | Lega Pro Prima Divisione | 0     | 0    |
| 2011/2012 | US Pegrocrema  | Lega Pro Prima Divisione | 0     | 0    |